# 超兽武装之勇者无惧
超兽武装之勇者无惧（简称勇者无惧）是中国大陆三维机战动画《超兽武装》系列的第二部，由广州蓝弧文化传播有限公司制作，于2012年11月11日在嘉佳卡通和卡酷少儿首播。
《勇者无惧》共33集，与2011年播出的《仁者无敌》共同构成一个完整的故事，《超兽武装》系列的主线叙事也主要在《勇者无惧》中展开。《勇者无惧》播出后，引发了较大的反响，片中的人物台词、情节桥段一度被大量引用模仿。尽管自播出以来超兽粉丝圈中要求出续作的呼声一直很高，但截至目前，制作方并没有发布任何制作续作的计划。

## 制作

### 音乐
- 主题曲《超兽武装》
  - 演唱：刘罡 陈洁丽
  - 作词：王巍
  - 作曲：隋晓峰 王巍
  - 编曲：隋晓峰
- 片尾曲《尘曦》
  - 演唱：陈洁丽 李培斌
  - 词曲：王巍
  - 编曲：王巍

### 配音
| 配音演员 | 主要角色       | 次要角色                   |
| -------- | -------------- | -------------------------- |
| 祖晴     | 天羽，雪皇     | 老婆婆，蝎子王手下         |
| 鞠月斌   | 火麟飞         | 金象族人                   |
| 陈秩     | 龙戬，狮王     | 云蝠军团士兵               |
| 陆双     | 苗条俊         | 蝎子王手下                 |
| 赵然     | 泰雷           | 战龙（龙戬的师兄）         |
| 李团     | 夜凌云，玄易子 | 剑龙，青龙族士兵           |
| 邓红     | 风影，龙莹     | A.I.Lisa                   |
| 高全胜   | 冥王，鲸鲨王   | 物理老师，鲸鲨族士兵，银狮 |
| 刘筱天   | 风耀，鬼谷     | 鲸鲨族士兵，金狮，金象族人 |
| 王巍     | 夜枭子         | 云蝠军团士兵               |

## 剧集
- 第1集 玄冥黑洞
- 第2集 奇点
- 第3集 风耀的仇恨
- 第4集 叛逆之路
- 第5集 风影之死
- 第6集 冲出黑洞
- 第7集 宿敌
- 第8集 狼族
- 第9集 再见玄武号
- 第10集 冥王之瞳
- 第11集 嗜血的世界
- 第12集 龙戬之殇
- 第13集 与敌共武
- 第14集 元正长老
- 第15集 放弃
- 第16集 少年夜凌云
- 第17集 挑战
- 第18集 双雄对决
- 第19集 强者的觉悟
- 第20集 智者归来
- 第21集 分手
- 第22集 第七宇宙
- 第23集 凤凰族
- 第24集 和谈
- 第25集 劫后重生
- 第26集 大战前夕
- 第27集 惊天阴谋
- 第28集 Baboo之死
- 第29集 拯救风影
- 第30集 绝地封印
- 第31集 信念之火
- 第32集 终极合体
- 第33集 使命轮回

## 延伸阅读
- 《超兽武装》系列：
  - 第一部《仁者无敌》
  - 第二部《勇者无惧》
  - 国际版《RevEvolution》
- 制作方：蓝弧文化